# 朴志晩
朴 志晩（パク・チマン、1958年12月15日 - ）は、大韓民国の実業家。2025年現在、EGテック会長。 第5～9代大統領・朴正煕、陸英修夫妻の長男。第18代大統領・朴槿恵は姉。

## 来歴

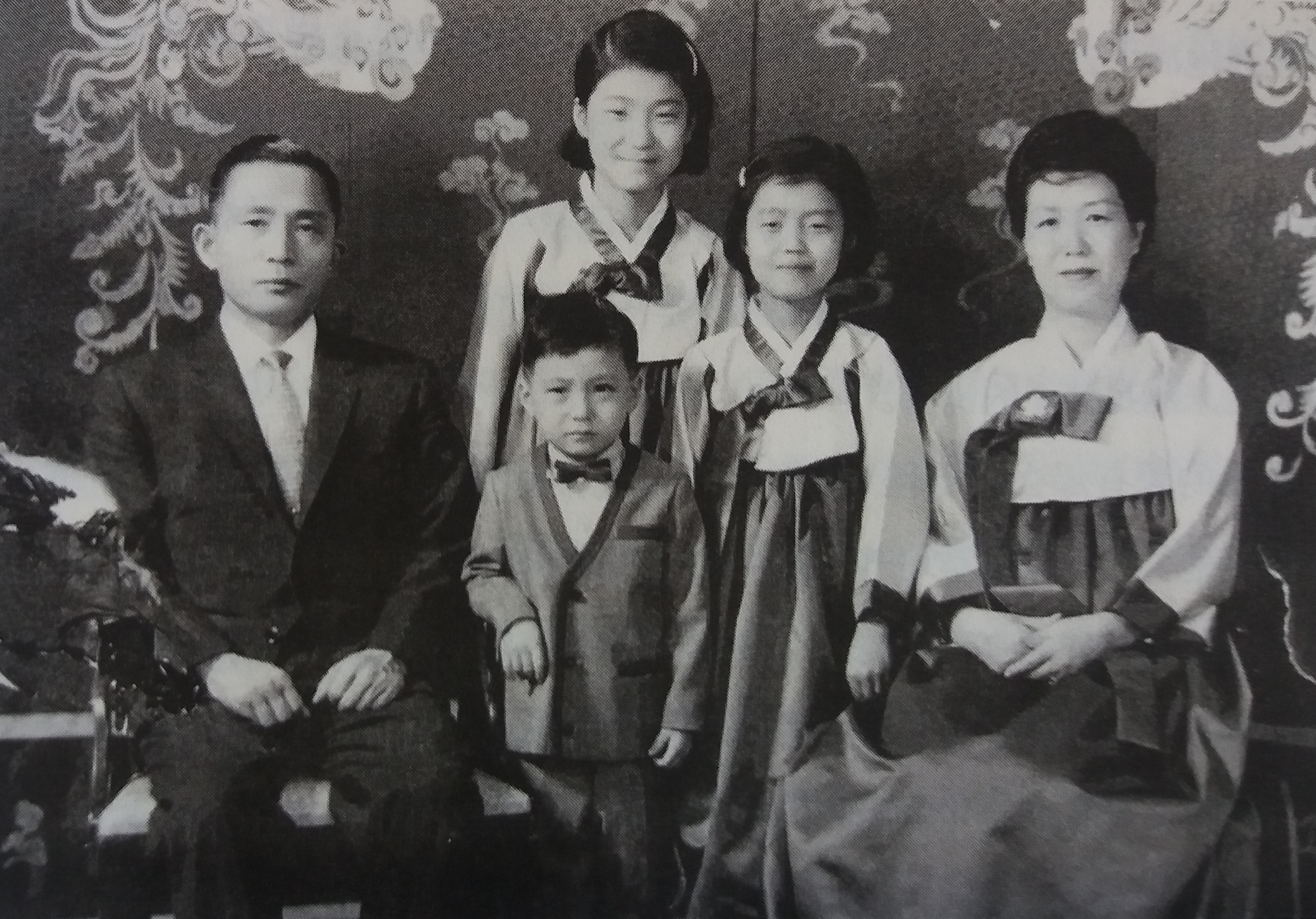
左から、朴正煕、朴志晩、朴槿恵、朴槿令、陸英修。

陸軍士官学校を卒業後、育英財団理事、三陽産業代表理事等を経て、2000年よりEGテック会長となる。1989年から2002年まで、麻薬法違反の容疑で幾度となく逮捕された。2004年に、16歳年下である弁護士と結婚し、2005年に長男が誕生した。
2005年1月、映画『ユゴ 大統領有故』が父親の名誉を毀損したとして、映画制作会社ミョンフィルムと配給会社MKピクチャーズを相手取り、上映禁止仮処分申請をソウル中央地裁に申し立てた。地裁は、一部場面を削除する様、判決を下した。これに対して MKピクチャーズは、2月に仮処分に対して異議を申し立て、朴志晩側も、映画上映禁止及び損害賠償請求訴訟を、3月2日にソウル中央地裁に申し立てた。2006年、ソウル中央地方法院は、損害賠償訴訟金額1億ウォンを原告に支払うよう、原告一部勝訴判決を下したが、上映禁止請求に対しては棄却した。
2014年、55歳にして次男が誕生した。
「チョン・ユンフェ動向」文書流出事件（2013年の尾行事件）では「チョンが最後まで嘘をつけば、その時は私が出ていくだろう」と述べている。